# Tour des Flandres 1922
Le Tour des Flandres 1922 est la sixième édition du Tour des Flandres. La course a lieu le 19 mars 1922, avec un départ et une arrivée à Gand sur un parcours de 253 kilomètres. 
Le vainqueur final est le coureur belge Léon Devos, qui s'impose en solitaire à Gand. Le Français Jean Brunier, termine deuxième à 7 minutes, tandis que son compatriote Francis Pélissier prend la troisième place.

## Monts escaladés
- Tiegemberg
- Quaremont (Nouveau Quaremont)

## Classement final
|    | Coureur           | Pays     | Équipe           | Temps           |
| -- | ----------------- | -------- | ---------------- | --------------- |
| 1  | Léon Devos        | Belgique |                  | 8 h 55 min 20 s |
| 2  | Jean Brunier      | France   | J.B.Louvet-Soly  | + 7 min 40 s    |
| 3  | Francis Pélissier | France   | J.B.Louvet-Soly  | + 27 min 43 s   |
| 4  | Henri Pélissier   | France   | Automoto-Russell |                 |
| 5  | Hilaire Hellebaut | Belgique |                  |                 |
| 6  | Camille Leroy     | Belgique |                  |                 |
| 7  | Edward Maes       | Belgique |                  |                 |
| 8  | Laurent Seret     | Belgique |                  |                 |
| 9  | Victor Standaert  | Belgique |                  |                 |
| 10 | Edouard Thysman   | Belgique |                  |                 |